# Mezobromelia lyman-smithii
Mezobromelia lyman-smithii är en gräsväxtart som beskrevs av Werner Rauh och Wilhelm Barthlott. 
Mezobromelia lyman-smithii ingår i släktet Mezobromelia och familjen Bromeliaceae. Artens utbredningsområde är Ecuador. Inga underarter finns listade i Catalogue of Life.